# Alexander Abreu
Pour les articles homonymes, voir Abreu.
Alexander Abreu Manresa est un trompettiste cubain né à Cienfuegos le 6 septembre 1976. 

## Biographie
Après des études primaires dans son pays natal, à côté de Cienfuegos, il joue dans le groupe d'Ismaelillo
puis dans un groupe vocal dirigé par Rose Fields.
Puis il sort diplômé de l'École nationale d'art et de musique (ENA) de La Havane. 
À à peine vingt ans, il est un musicien de musique cubaine reconnu. 
Il sera professeur de trompette à l'ENA et professeur de jazz et de musique cubaine au conservatoire RMC de Copenhague au Danemark.
En 2011 il participe en tant qu'acteur au film 7 jours à la Havane, dans le segment "Mardi Jam Session" au côté d'Emir Kusturica. 
Il est marié à Lolita Kaler.

## Havana D’Primera
Après avoir composé le répertoire du «Grupo Danson» au Danemark, Alexander Abreu décide en 2008 de créer sa propre formation : Havana D’Primera. Entouré de musiciens issus des grandes formations de timba, dont la plupart ont joué avec Issac Delgado, Alexander enregistre un premier album intitulé Haciendo Historias (Egrem/2009) qui est déjà numéro un des hit parades à Cuba. 
Le groupe, élu « Révélation de l'année 2008 » par les visiteurs du site web fiestacubana.net, entame sa première tournée européenne en juillet/août 2009. 
Alexander Abreu a participé à l'enregistrement d'un nombre record de disques à Cuba et à l'étranger (dont La Rumba Soy Yo, gagnant d'un Grammy), ainsi que dans les nombreux festivals et concerts de jazz, comme avec Paulo FG ou Irakere.

## Discographie
Participations d'Havana d'Primera :
- Estoy Pegao sur l'album Fiesta Gigante (2017)

### Participations d'Alexander Abreu
- Mi Peregrinaje - Mario Gama (DGH Producciones - Mexico.S.A 2008)
- Trust Me - Craig Davis (Wagner Bros 2007)
- At My Age - Ron Sexsmith (Coppertree Records 2007)
- Lo que tú querías - Gardi (Egrem 2007)
- Solo tu y yo - Giraldo Piloto y Klimax (Bis Music 2007)
- Di que piensas - Tania Pantoja (Egrem, Murakami Production 2007)
- Cubanito 20.02 - Cubanito 20.02 (Lusáfrica 2006)
- Los Papines siguen ok - Los Papines (Egrem 2006)
- Chapeando - Los Van Van (Unicornio 2006)
- Caravan - Frank Rubio (Egrem 2006)
- Cuba le canta a Serrat vol 2 (Discmedi-Blau - Barcelona 2006)
- Mamborama : Directamente al Mambo (2006)
- Un Poquito de Todo - Pablo FG (Bis Music 2006)
- Danson - Grupo Danson (2006)
- Bony y Kely Fanática - Los Bony (Unicornio - Abdala 2005)
- Salsa Son Timba - Fidel Morales y Proyecto NEGA (2005)
- La bolita - Augusto Enrique (Egrem 2005)
- Por Favor Escúchame - Ángel Bonne (Egrem 2005)
- Ábreme la Puerta - Ela Ruiz (2005)
- Vendito Tiempo - Waldo Mendoza (Egrem 2005)
- Apasionada - Niurka Reyes (Egrem 2005)
- A Cuba Gracias - Haruhiko Kono (Colibrí 2005)
- Pablo Milanés & Andy Montáñez (PM Records 2004 - Prix Grammy 2007)
- Nadie se parece a ti - Klimax (Egrem 2004)
- Diferente - Haila (Bis Music 2004)
- Chucho Valdez con Orquesta (Egrem 2004)
- Luna Negra - Luna Negra (Egrem 2004)
- Dichavao - Triangulo Oscuro (Egrem 2004)
- El Despecho - David Blanco (Latin Soul - BisMusic 2004)
- Salsa y Candela - Yumuri (Bis Music 2004)
- La Lucecita - Arnaldo y su Talismán (Egrem 2004)
- Homenaje a Tito Rodríguez de Paulo FG (Bis Music 2004)
- Enamorao - Carlos Manuel y su Clan (Bis Music 2004)
- Mi música - Juan Almeida (Unicornio 2004)
- La Habana me queda chiquita - Pachito Alonso (Bis Music 2004)
- Irakere. 30 años - Irakere (Egrem 2004)
- Moneda Dura - Callejero (Egrem 2004)
- Corazonero - Buena Fe (Egrem 2004)
- Mala Vida - Guarapo (Egrem 2004)
- Cuba le canta a Serrat 1 (DiscMedi Barcelona 2004 - Nomination Grammy)
- Llego la Hora - Mario Rivera “Mayito” (2004 - Nominación a Grammy)
- Si te van a dar te dan - Pedrito Calvo y la Justicia (Egrem 2004)
- Mis Sentimientos - Luís Gardey (Producción Independiente 2003)
- En Vivo - Haila (Bis Music 2003)
- No voy a Llorar - Marca Registrada (Egrem 2003)
- Inolvidable - Moncho “El Gitano del Bolero “ (DiscMedi 2003)
- Acabo de Soñar - Trovadores (Egrem 2003)
- Cantos de Mujer - Sarah González (Bis Music 2003)
- Con Alma - Anais Abreu (Bis Music 2003)
- Humo de Tabaco - Alexis Puentes (producción independiente 2003)
- Carlos Varela - Carlos Varela (Unicornio - ABDALA 2003)
- Raza - Gerardo Alfonso (Bis Music 2003)
- La Rumba soy Yo vol 2 (Bis Music 2003)
- Fora de Mao - Luís Represas (Universal Musical Portugal 2003)
- Momentos - Gerardo Alfonso (Unicornio 2002)
- Malecón - Isaac Delgado (Bis Music 2002)
- Arsenal - Buena Fe (Egrem 2002)
- Lo Mejor de mi Corazón - Dany Losada (Bis Music 2002)
- Habana´s Heavy Hiterrs (Mike Gerald Production 2002)
- Versos en el Cielo - Isaac Delgado (Bis Music 2002)
- Linea 1 - Sonia Santana & the Saratoga Band (England 2002)
- Me gusta así - Juan Almeida Bosque (Bis Music 2002)
- Tengo para dar - David Blanco (Bis Music 2002)
- Mi Tumbao - Dayron y el Boom (Egrem 2002)
- Te deseo suerte - Paulo FG (Unicornio - Abdala 2002)
- Llego Teté - María Teresa Caturla (Bis Music 2002)
- Linda Green II - Guy Pratt, ex bassiste de Pink Floyd (BBC Londres 2002)
- Arnaldo y su Talismán (Egrem 2001)
- Postrova (EMI-Odion-Caribean Production 2001)
- Déjame entrar - Buena Fe (Egrem 2001)
- Ponle nombre a este bolero - Hector Téllez (Unicornio 2001)
- De lujo - Anais Abreu (Bis Music 2001)
- Desnudar tu cuerpo (Pelikan Records 2001)